# 北習志野站
北習志野站（日语：／ Kita-Narashino eki */?）是位於千葉縣船橋市習志野台，屬於京成電鐵和東葉高速鐵道的鐵路車站。本站是轉乘站，
京成電鐵松戶線與東葉高速鐵道東葉高速線皆在本站停靠。松戶線的車站編號是KS70，東葉高速線的車站編號則是TR04。

## 車站結構
2009年3月29日新京成的新站房開始使用，併設廁所和多機能廁所。

### 京成電鐵
本站為島式月台1面2線的地面車站（跨站式站房）。

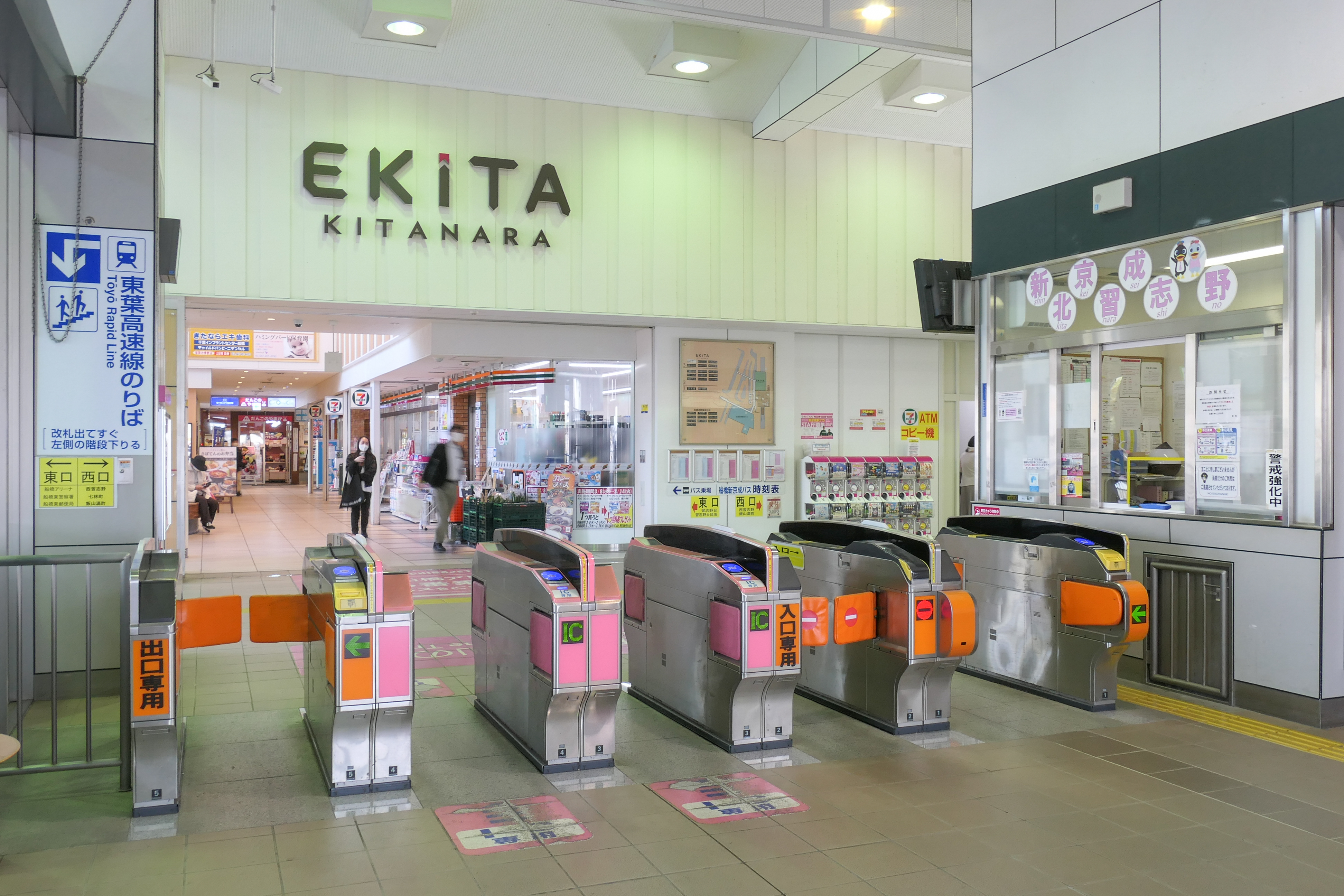
位於2樓的驗票口(2023年3月)

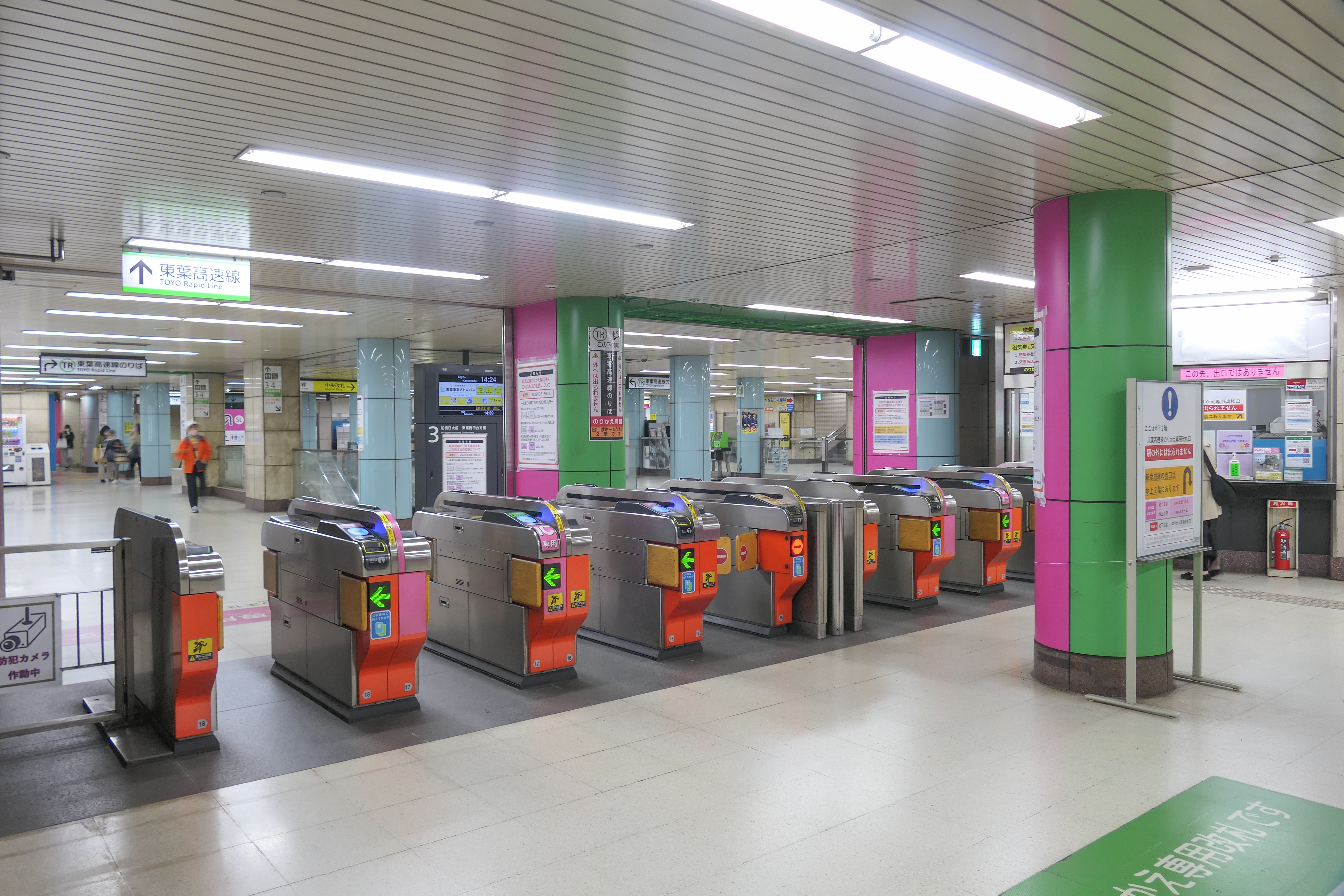
轉乘東葉高速線的驗票口(2023年3月)

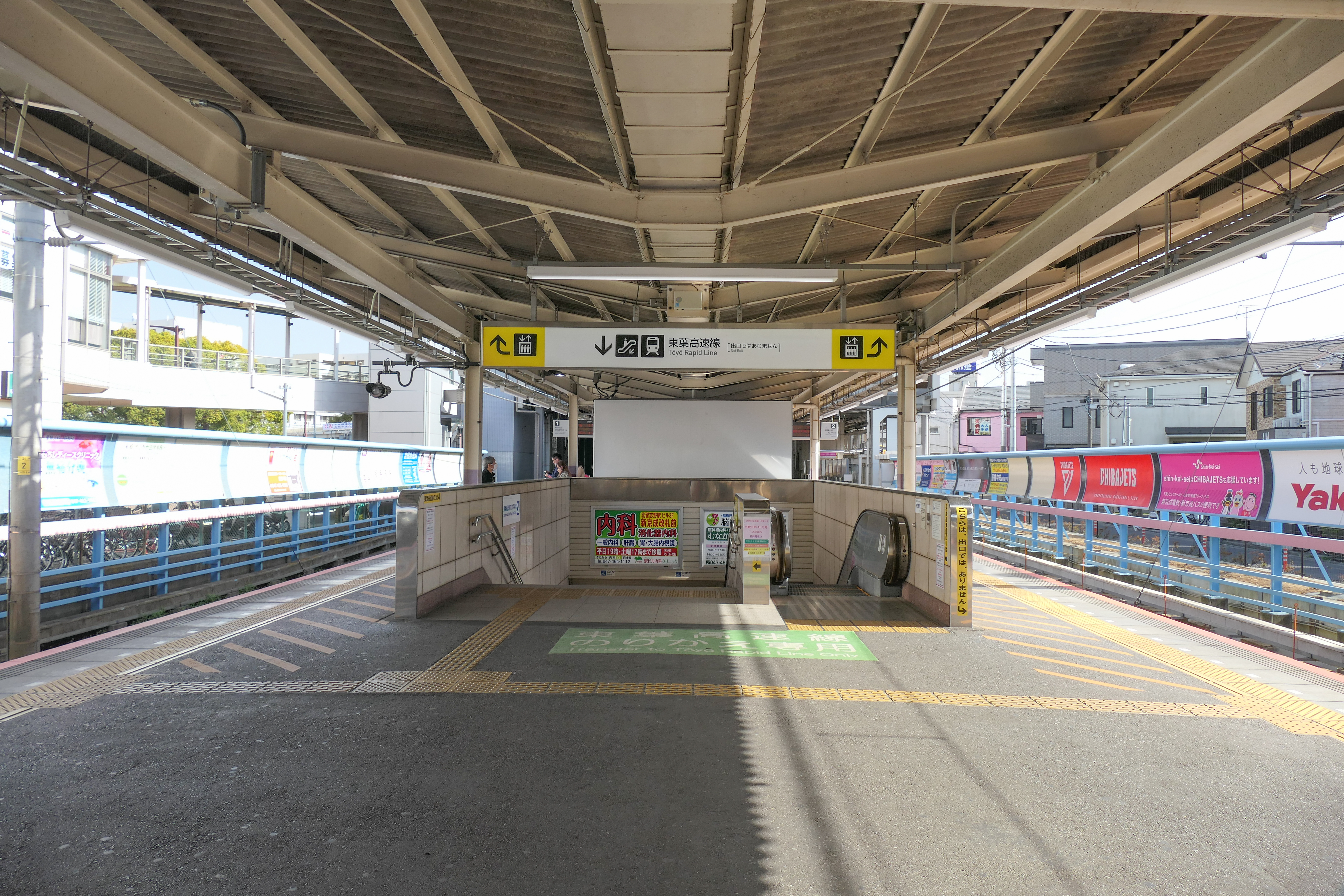
月台(2023年3月)

#### 月台配置
| 月台 | 路線   | 方向 | 目的地                         |
| ---- | ------ | ---- | ------------------------------ |
| 1    | 松戶線 | 下行 | 新津田沼、京成津田沼、千葉方向 |
| 2    | 松戶線 | 上行 | 新鎌谷、八柱、松戶方向         |

### 東葉高速鐵道

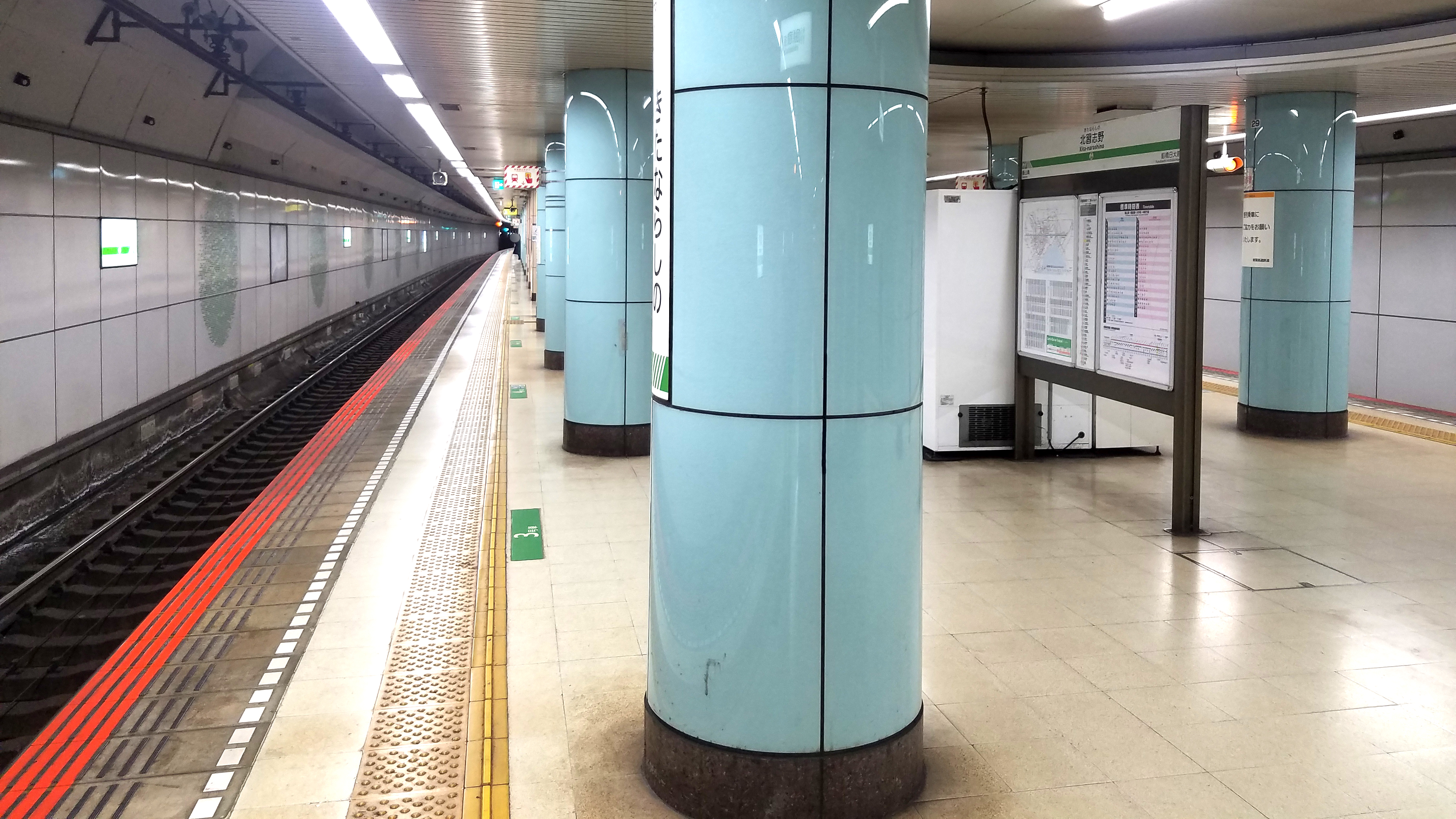
月台(2021年4月)

本站為島式月台1面2線的地底車站。

#### 月台配置
| 月台 | 路線       | 方向 | 目的地                     |
| ---- | ---------- | ---- | -------------------------- |
| 3    | 東葉高速線 | 下行 | 八千代綠丘、東葉勝田台方向 |
| 4    | 東葉高速線 | 上行 | 西船橋、中野方向           |

## 使用情況
- 京成電鐵 - 2015年度一日平均上下車人次為44,958人。新京成線（当时）內次於松戶站、新津田沼站、八柱站排行第4位。
- 東葉高速鐵道 - 2015年度一日平均上車人次為19,470人。東葉高速線內僅次於西船橋站排行第2位。

近年1日平均上車人次如下表。
| 年度               | 新京成電鐵 | 東葉高速鐵道 | 來源   |
| ------------------ | ---------- | ------------ | ------ |
| 1998年（平成10年） | 21,427     | 17,299       | [ 1 ]  |
| 1999年（平成11年） | 20,961     | 17,220       | [ 2 ]  |
| 2000年（平成12年） | 20,822     | 17,615       | [ 3 ]  |
| 2001年（平成13年） | 20,633     | 17,889       | [ 4 ]  |
| 2002年（平成14年） | 20,305     | 17,720       | [ 5 ]  |
| 2003年（平成15年） | 20,211     | 17,540       | [ 6 ]  |
| 2004年（平成16年） | 20,120     | 17,279       | [ 7 ]  |
| 2005年（平成17年） | 19,956     | 17,618       | [ 8 ]  |
| 2006年（平成18年） | 19,887     | 17,814       | [ 9 ]  |
| 2007年（平成19年） | 20,283     | 18,295       | [ 10 ] |
| 2008年（平成20年） | 20,691     | 18,277       | [ 11 ] |
| 2009年（平成21年） | 20,985     | 18,219       | [ 12 ] |
| 2010年（平成22年） | 21,266     | 18,314       | [ 13 ] |
| 2011年（平成23年） | 21,002     | 18,075       | [ 14 ] |
| 2012年（平成24年） | 21,608     | 18,544       | [ 15 ] |
| 2013年（平成25年） | 22,170     | 19,035       | [ 16 ] |
| 2014年（平成26年） | 21,934     | 19,107       | [ 17 ] |

## 相鄰車站
京成電鐵
 松戶線
高根木戶（KS71）－北習志野（KS70）－習志野（KS69）
 東葉高速鐵道
 東葉高速線（東葉高速線內所有列車各站停車）
飯山滿（TR03）－北習志野（TR04）－船橋日大前（TR05）

## 外部連結
- 北習志野｜電車與車站資訊｜京成電鐵
- 北習志野站（页面存档备份，存于） - 東葉高速鐵道